# Ioan al Crucii
Ioan al Crucii (născut Juan de Yepes Álvarez; n. 24 iunie 1542, Fontiveros⁠(d), Castilia și León, Spania – d. 14 decembrie 1591, Úbeda, Andaluzia, Spania) a fost un scriitor spaniol și preot călugăr din Ordinul Carmelit, fondator al ramurii carmeliților desculți, venerat ca sfânt în Biserica Catolică.

## Opera literară
Creația sa poetică, influențată de Teresa de Jesús, se caracterizează prin fervoare contemplativă, speculația gândirii, preferința pentru antiteză și metaforă, simbol și alegorie, spontaneitatea sensibilității, muzicalitatea suavă a versului, rafinament stilistic.
Proza sa este alcătuită din comentarii la propriile sale poeme și o culegere de sentințe.

### Scrieri
- Urcuș pe muntele Carmel ("Subida del monte Carmelo")
- Noaptea întunecată a sufletului ("Noche oscura del alma")
- Cânt spiritual ("Cantico espiritual")
- Flacără de dragoste vie ("Llama de amor viva")
- Sfaturi și sentințe spirituale ("Avisos y sentencias espirituales").